# Mulberry Grove (Illinois)
Pour les articles homonymes, voir Mulberry.
Mulberry Grove est un village du comté de Bond dans l'Illinois, aux États-Unis,.
Il a existé sous les noms de Bucktown, Houston et Shakerag. Un bureau de poste est fondé en 1834. Il est incorporé le 5 mai 1883.

## Démographie
Lors du recensement de 2010, le village comptait une population de 634 habitants. Elle est estimée, en 2016, à 584 habitants.

## Source de la traduction
- (en) Cet article est partiellement ou en totalité issu de l’article de Wikipédia en anglais intitulé « Mulberry Grove, Illinois » (voir la liste des auteurs).